# Liste des ascensions du Tour de France
Pour un article plus général, voir Tour de France.

Les massifs montagneux en France

La liste des ascensions du Tour de France répertorie les cols et les côtes empruntés lors de la course cycliste par étape du Tour de France,.

## Alpes
Le col du Galibier est le sommet le plus emprunté par le parcours de l'épreuve (63 fois). Le Souvenir Henri-Desgrange récompense le coureur franchissant ce col en premier.
Parmi les cols emblématiques, plusieurs ont été franchis à plus de 30 reprises : le col du Télégraphe (43 fois), le col des Aravis (42), le col d'Izoard (36), le col de Vars (35), le col d'Allos (34) et L'Alpe d'Huez (32).
Le col de l'Iseran (2 764 m) franchi à huit reprises constitue le col le plus élevé gravi par les coureurs dans les Alpes. Cependant, du col de la Bonette (2 715 m) une route fait le tour de la cime de la Bonette, à (2 802 m) il s'agit de la route goudronnée la plus haute des Alpes françaises. Les coureurs ont notamment emprunté cette route en 1993 et en 2008. 26 ascensions des Alpes ont été classées hors-catégorie.
Les cols franchis dans les Alpes sont répartis sur trois pays, la France, l'Italie et la Suisse.

## Corse
Le Tour de France n'est venu qu'à une seule reprise en Corse, lors de la 100e édition de la course, en 2013. Lors de la 2e étape, les cols de Bellagranajo, la Serra et de Vizzavona ont été empruntés, puis ceux de San Bastiano, San Martino et Marsolino lors de la 3e étape.

## Jura
Le col du Grand Colombier et le col de la Biche, tous deux situés dans le département de l'Ain ainsi que le signal du Mont du Chat en Savoie sont les trois ascensions du massif du Jura à avoir été classées hors-catégorie. Le plus haut sommet est le col du Grand Colombier (1498 m).
Le col de la Faucille (Ain) est le sommet le plus emprunté par le parcours de l'épreuve (41 fois).
Les cols franchis par le Tour de France dans le Jura sont répartis sur deux pays, la France (quatre départements) et la Suisse (quatre cantons).

## Massif armoricain
Différentes ascensions cyclistes situées dans le massif armoricain ont été franchies par le Tour de France parmi lesquelles on peut citer le col de Toullaeron, le col de Trévézel, la côte de Mûr-de-Bretagne, la côte de Cadoudal, le Mont Pinçon (2025) et le Ménez Quelc'h.

## Massif central
Le Puy de Dôme est la seule ascension du Massif central à avoir été classée hors-catégorie.
Depuis la Seconde Guerre mondiale, le Puy de Dôme et le col de la République (Loire) sont les deux sommets les plus empruntés par le parcours de l'épreuve (treize fois chacun). Le plus en altitude est le Pas de Peyrol ( 1 589 m).

## Monts des Flandres
Le Mont Noir (152 m) est emprunté par les coureurs du Tour de France 2025 lors de la 1re étape.

## Morvan
Le signal d'Uchon, classé en 2e catégorie, et le mont Saint-Sébastien ont été gravis lors de la 7e étape du Tour de France 2021.

## Plateau de Chambaran
Le col de Parménie (Plateau de Chambaran) situé dans le département de l'Isère a été franchi à six reprise en 2e ou 3e catégorie lors des éditions  1981, 1986, 1997, 1999, 2008 et 2022.

## Provence
Deux cols ont été franchis dans la chaîne pyrénéo-provençale.
Le col de l'Espigoulier, situé dans le massif de la Sainte-Baume et le département des Bouches-du-Rhône, a été franchi à quatre reprises (1957, 1969, 1973, 1993).
Le Mont Faron, situé dans les monts toulonnais et le département du Var, a été franchi lors de la 12e étape de l'édition 1957.
Sans oublier le mythique Mont Ventoux, entre Provence et Alpes.

## Pyrénées
Parmi les cols emblématique du massif des Pyrénées dans le Tour de France, plusieurs ont été franchis à plus de 50 reprises depuis 1910 : le Tourmalet, Aspin, l'Aubisque, Peyresourde et le Soulor.
Le col du Tourmalet (Hautes-Pyrénées), franchi dès 1910, est le sommet le plus emprunté par le parcours de l'épreuve (84 fois). Le plus en altitude est le Port d'Envalira (2408 m) et en France le Col de Portet. 	
Quinze ascensions des Pyrénées ont été classées hors-catégorie.
Les cols franchis par le Tour de France dans les Pyrénées sont répartis sur trois pays, la France (six départements), la Principauté d'Andorre et l'Espagne.

## Vosges
Le col du Ballon d'Alsace situé dans le département des Vosges est le sommet le plus emprunté par le parcours de l'épreuve (28 fois) et le plus élevé.
Aucun des cols du massif n'a été classé hors-catégorie.
Les cols franchis par le Tour de France dans les Vosges sont répartis sur deux pays, la France (cinq départements) et l'Allemagne.